# Riders
|  | Denne artikel er oprettet af botten Steenthbot ud fra en ekstern database. Den kan derfor have sproglige fejl eller mangler. Denne skabelon kan fjernes efter kontrol af indholdet. |

Riders er en dansk kortfilm fra 2015 instrueret af Jesper Vidkjær Rasmussen.

## Handling
35-årige Lars er en ledende rocker, der efter flere år i fængslet er blevet kristen. Han er ikke blevet missionsk og hellig, men han har fået et andet syn på livet, og hans nyvundne tro er noget, han skjuler for alle de andre indsatte. Det er en hemmelighed, som kun han, og fængselspræsten Eline kender. Da Lars bliver løsladt efter 8 år, har han besluttet sig for at forlade sin rockerklub. Men hans valg får dramatiske konsekvenser, ikke bare for Lars, men også for hans kone og søn. Lars' gamle rockerven Lennart er nemlig blevet chef for klubben i Lars' fravær, og Lennart vil ikke give slip på Lars. Lars må til sidst sætte livet på spil for at redde sin familie.

## Medvirkende
- Henrik Vestergaard, Lars
- Lars Topp Thomsen, Lennart
- Annika Aakjær, Pernille
- Maria Rich, Eline
- Mikkel Aust Lodahl, Mads
- Helmuth Christensen, Niller
- René Ekkelund Jørgensen, Tonny
- Polly Jean Grann Lilholm, Tonnys datter
- Chadi Abdul-Karim, Fængselsindsat
- Torben Bohnhardt, Fængselsindsat
- Daniel Jaskov, Fængselsindsat
- Jacob Hou Humer, Fængselsindsat